# نظرية الخروج من إفريقيا

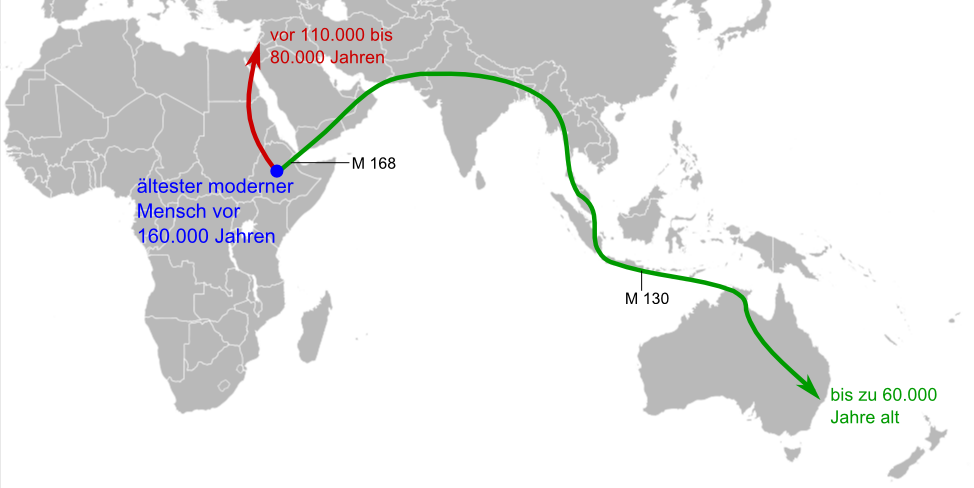
أنتشار الإنسان العاقل Homo sapiens عبرالشرق الأوسط إلى أستراليا ، العلامتان
M 168 و M 130 في كروموسوم واي للإنسان (أنظر آدم صبغي واي).

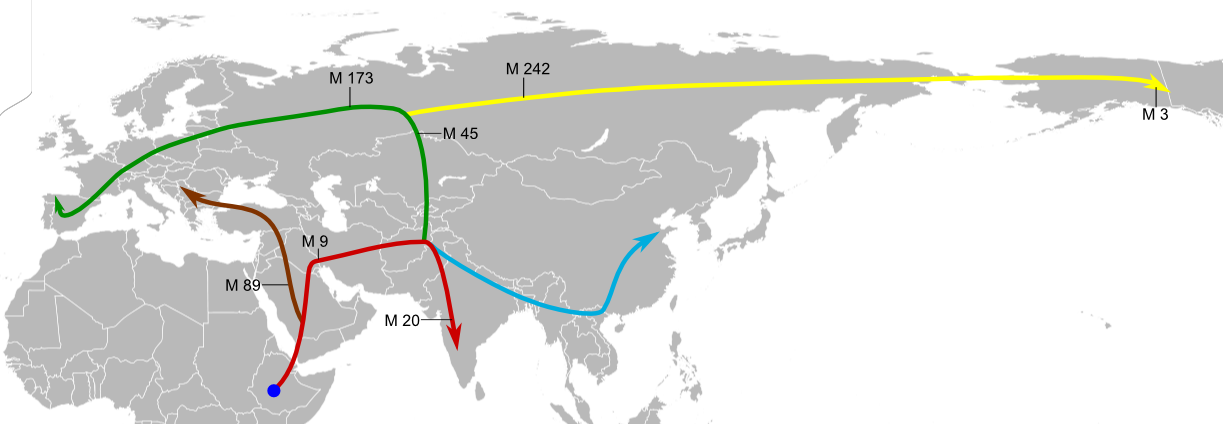
إنتشار الإنسان العاقل في أوروبا وآسيا ابتداءا من 40.000 سبقت. تعلم M علامات محددة على الكروموزوم Y للإنسان.

يشير مصطلح الأصل الإفريقي الحديث للإنسان العاقل، ويُعرَف أيضًا باسم «نظرية الخروج من إفريقيا OOA»، أو فرضية الأصل الوحيد الحديث ROSH أو فرضية الاستبدال أو نموذج الأصل الإفريقي الحديث RAO، وفق علم مستحاثات البشر إلى النموذج السائد من نماذج الأصل الجغرافي والهجرات البشرية الأولى للإنسان العاقل (الإنسان)، والتي تلي التوسعات المبكرة لأشباه البشر خارج إفريقيا، المبدوءة بالإنسان المنتصب واللاحقة بإنسان النياندرتال.
يقترح النموذج «أصلًا واحدًا» للإنسان العاقل بالمعنى التصنيفي، ما يستبعد التطور المتوازي للسمات التي تُعتبَر حديثة تشريحيًا في المناطق الأخرى، لكن لا يستبعد الاختلاط المتعدد بين الإنسان العاقل والإنسان القديم في أوروبا وآسيا.
تطوّر الإنسان العاقل على الأرجح في القرن الإفريقي بين 300-200 ألف سنة مضت. يقترح نموذج «الأصل الإفريقي الحديث» أن البشر الحديثين غير الأفارقة ينحدرون فعليًّا من جَمَاهِر الإنسان العاقل الذين غادروا إفريقيا بعد ذلك الوقت.
كان هناك العديد من حالات التشتت «خارج إفريقيا» على الأقل، وربما بدأت في وقت أبكر منذ 270 ألف سنة مضت، منها إلى اليونان قبل 215 ألف سنة على الأقل، وتحديدًا عبر شمال إفريقيا وشبه الجزيرة العربية منذ نحو 130-115 ألف سنة مضت. ويُلاحَظ اختفاء أو تراجع الموجات المبكرة من الهجرة منذ 80 ألف سنة تقريبًا.
حدثت أهم موجة «حديثة» خارج إفريقيا منذ نحو 70-50 ألف سنة مضت، عبر ما يُسمَى «طريق التشتت الجنوبي»، وانتشرت بسرعة على طول الساحل الآسيوي وصولًا إلى أستراليا قبل 65-50 ألف سنة مضت. [على الرغم من تشكيك بعض الباحثين في التواريخ والمناطق الأسترالية المبكّرة التي وصل لها البشر قبل 50 ألف سنة على أقرب تقدير، يقترح آخرون أن مستوطني أستراليا الأوائل قد يمثلون موجة هجرة أقدم وأكثر أهمية من الهجرة خارج إفريقيا وبالتالي ليسوا أسلاف سكان المنطقة اللاحقين.] في حين كانت أوروبا مأهولة بسلف فرعي مبكر استقر في الشرق الأدنى وأوروبا منذ أقل من 55 ألف سنة مضت.
كشفت دراسات في علم الوراثيات السكانية عام 2010 دليلًا عن التهاجن بين الإنسان العاقل والإنسان البدائي في أوراسيا وأوقيانوسيا وإفريقيا، ما يشير إلى أن معظم المجموعات البشرية الحديثة تنحدر في الغالب من الإنسان العاقل، ولكنها أيضًا تنحدر بدرجة أقل من المتغيرات الإقليمية للبشر البدائيين.

## الموجات المقترحة
يشير مصطلح «الأصل الإفريقي الحديث» أو «الخروج الثاني من إفريقيا» إلى هجرة الإنسان الحديث تشريحيًا (الإنسان العاقل) من إفريقيا بعد ظهوره منذ نحو 300-200 ألف سنة مضت، على عكس «الخروج الأول من إفريقيا»، الذي يشير إلى هجرة البشر البدائيين من إفريقيا إلى أوراسيا منذ ما يقرب من 1.8-0.5 مليون سنة. بقايا أومو هي مجموعة عظام إنسانية من جنوب إثيوبيا وهو أقدم هيكل عظمي حديث تشريحيًا للإنسان العاقل معروف حاليًا (196 ± 5 ألف سنة).
منذ بداية القرن الحادي والعشرين، تعقّدت صورة الهجرات «الأصل الوحيد الحديث» أكثر بصورة ملحوظة، ليس بسبب اكتشاف الاختلاط بين الإنسان العاقل والبدائي فقط، ولكن أيضًا بسبب الأدلة المتزايدة على أن هجرة «الخروج الحديث من إفريقيا» حدثت في عدد من الموجات المنتشرة على مدى فترة زمنية طويلة. اعتبارا من عام 2010، كان هناك طريقان رئيسيان مقبولان للتشتت للهجرة المبكرة إلى خارج إفريقيا للبشر المعاصرين تشريحيًا: عبر الطريق الشمالي (عبر وادي النيل وسيناء) والطريق الجنوبي عبر مضيق باب المندب.
- اقترح بوث وآخرون (2017) أن الإنسان العاقل الحديث أو أنواع أخرى من إفريقيا ترتبط ارتباطًا وثيقًا بنا، وربما هاجر لأول مرة من إفريقيا منذ نحو 270 ألف عام.[13]
- أُرِّخَت الاكتشافات في كهف ميسلية، منها جزء من عظم فك وثمانية أسنان، نحو 185 ألف سنة مضت. تضمنت الطبقات في نفس الكهف التي يعود تاريخها إلى ما بين 250-140 ألف سنة على أدوات مصنوعة بتقنية ليفالو، والتي بفضلها يمكن تحديد تاريخ الهجرة الأولى لوقت أبكر إن أمكن ربط الأدوات باكتشافات عظم الفك للإنسان العاقل.[14]
- حدث التشتت نحو الشرق من شمالي شرقي إفريقيا باتجاه شبه الجزيرة العربية منذ 150-130 ألف سنة مضت بناء على الاكتشافات في جبل الفاية التي يعود تاريخها إلى 127 ألف سنة (اُكتشفت عام 2011). ويُحتمَل أن تكون المكتشفات في كهف جيرين جنوبي الصين ويعود تاريخها إلى أكثر من 100 ألف عام، لها ارتباط بهذه الموجة. يوجد دليل آخر على الوجود البشري الحديث في الصين يرجع تاريخه إلى 80 ألف عام.[15]
- حدث أكبر انتشار خارج إفريقيا منذ نحو 50-70 ألف سنة عبر ما يسمى بالطريق الجنوبي، إما قبل أو بعد كارثة توبا، التي حدثت منذ 69-77 ألف سنة مضت. تبع هذا الانتشار على الخط الساحلي الجنوبي لآسيا، ووصل إلى أستراليا منذ نحو 65-50 ألف سنة، أو وفقًا لبعض الأبحاث، قبل 50 ألف عام على أقرب تقدير. أُعيد توطين غرب آسيا عبر انشقاق موجة مختلفة عن هذه الموجة منذ نحو 50 ألف عام، وكانت أوروبا مأهولة من غرب آسيا منذ نحو 43 ألف عام.[16][9]
- يصف ويلس (2003) موجة إضافية من الهجرة بعد الطريق الساحلي الجنوبي، وهي الهجرة الشمالية إلى أوروبا منذ نحو 45 ألف عام. ومع ذلك، فإن هذا الاحتمال مستبعد من قبل دراستي ماكلوري وآخرين (2005) وبوث وآخرين (2016) الذين حاولوا برهان وجود تشتت ساحلي واحد، مع عِرق مبكر إلى أوروبا.[12]

## مراحل الهجرة خارج إفريقيا
هذه المسألة تتصل أيضا بانتشار الإنسان العاقل „Out-of-Africa II“ 
الدلائل على ذلك نجدها في أحفورات أومو 1 وأومو 2 وكذلك «هومو سابينز إدالتو» Homo sapiens idaltu (الإنسان العاقل الأول) التي عثر عليها في إثيوبيا؛ وهي تنتمي إلى أقدم ما عثر عليه وتم تقدير عمره بدقة للإنسان العاقل Homo sapiens .
وفي حالة اتفاق العلماء على أن إنسان هايدلبيرغ الذي كان منتشرا في أوروبا قد أتي من إفريقيا قبل 600.000 سنة ك الإنسان المنتصب وبالتالي يكون قد تفرع من الإنسان العاقل وعاش في أوروبا، فيكون انتماؤه إلى مرحلة
„Out-of-Africa II“ وانتشار الإنسان الذي حدث بعد ذلك فيكون انتشاره خلال مرحلة „Out-of-Africa III“.

## الشواهد

مراحل هجرة الإنسان من إفريقيا
1. Homo sapiens
2. Neanderthals
3. Early Hominids

يدعم نظرية الخروج من إفريقيا عدد كبير من الأحفورات خاصة بالإنسان العاقل، ويؤيدها التحليل الجيني وعلاوة على ذلك معالم لغوية.
ونظرية الخروج من إفريقيا هي النظرية التي يتفق عليها أغلبية الباحثين عن منشأ الإنسان.
وتشكل منذ ثمانينيات القرن الماضي المنافس للافتراض القديم القائل بنشآت متعددة لأصل الإنسان الحديث. ويفترض هذا الافتراض القديم أن الإنسان العاقل Homo sapiens قد تتطور في إفريقيا، وأوروبا، وأستراليا، وآسيا - منعزلا عن بعضه البعض - بعدما تطور من أصل له Homo.
وقد اكتشفت أحفورات قديمة يرجع تاريخها على نحو 85و1 مليون سنة (إنسان جيورجيا وكذلك إنسان فلوريس وأشاعت مناقشات في الهيئات العلمية عن الافتراض المبدئي لتطورها من الإنسان المنتصب؛ وعما إذا كان أشباه إنسان أسرالوبيثكس قد غادروا إفريقيا، وتتطوروا إلى الإنسان المنتصب خارج إفريقيا، ثم عادوا إلى إفريقيا ثانيا.
تناقش بين العلماء احتمالين للهجرة. وجهة تعتبر أنه خلال انخفاض سطح البحر (مثلا خلال عصر ثلجي) فإن المضيق بين القرن الإفريقي وشبه الجزيرة العربية عند باب المندب كان أقل اتساعا عن اتساعه الحالي مما يسهل الانتقال وعبوره. وإذا بقي الإنسان قريبا من الشاطيء فإنه يصل إلى المحيط الهندي وإلى آسيا. والطريق الآخر المحتمل هو الانتقال إلى الشمال بمحاذاة نهر النيل الذي يشكل طريقا مخضرا خلال الصحراء الإفريقية.
نشأت فكرة الخروج من إفريقيا في الثمانينيات من القرن الماضي  مشابهة لقصة «كارين بليكين» والتي عرضت كالفيلم السنيمائي «خروج من إفريقيا» Out of Africa).
وتناقش تأثيرات إفريقيا على الحضارة الإنسانية تحت مصطلح أثينا السوداء.

## موجات مقترحة
اعتبارًا من عام 2010، كان هناك طريقان رئيسيان يسلكهما البشر حديثًا للهجرة خارج إفريقيا: الطريق الشمالي (عبر وادي النيل وسيناء)، والطريق الجنوبي (عبر مضيق باب المندب).
- اقترح بوست عام 2017 أن الإنسان العاقل البدائي ربما يكون قد هاجر من إفريقيا لأول مرة منذ حوالي 270.000 عام.[30][31]
- يعود تاريخ اكتشافات كهف ميسلية –والتي تضم عظم الفك الجزئي بثمانية أسنان- إلى حوالي 185.000 عام؛ وتحتوي الطبقات التي يعود تاريخها إلى ما بين 250.000 و 140.000 عامًا في نفس الكهف على أدوات من النوع ليفالوا والتي يمكن أن تضع تاريخ أول هجرة حدثت في وقت مبكر إذا أمكن ربط الأدوات باكتشافات عظم الفك البشرية الحديثة.[12]

## الطريق الشمالي
منذ 135.000 سنة مضت، شهدت إفريقيا حالات قحط شديدة أدت إلى إخراج البشر من الأرض واتجهوا نحو شواطئ البحار وأجبرتهم على العبور إلى قارات أخرى. عبر البشر المعاصرون مضيق باب المندب في جنوب البحر الأحمر، وانتقلوا على طول السواحل الخضراء المحيطة بالجزيرة العربية، ومن ثم إلى بقية أوروبا وآسيا؛ كما عُثر على حفريات للإنسان العاقل في كهف قفزة في إسرائيل والتي يرجع تاريخها إلى 80,000 إلى 100,000 سنة مضت. يبدو أن هؤلاء البشر إما انقرضوا أو تراجعوا مرة أخرى إلى إفريقيا منذ ما يتراوح بين 70,000 و 80,000 عام، وربما يحل مكانهم البشر البدائيون في الجنوب الذين يفرون من المناطق الباردة- التي تعود إلى العصر الجليدي- في أوروبا.
يشير اكتشاف الأدوات الحجرية في الإمارات العربية المتحدة عام 2011 في جبل الفاية-1 في المليحة بالشارقة، إلى وجود البشر المعاصرين قبل 125.000 عام على الاقل، مما أدى إلى ظهور طريق افريقيا الشمالي المُهمل منذ فترة طويلة مجددًا. وفي عُمان، اكتشف بين جوفين موقعًا في عام 2011 يحتوي على أكثر من 100 بقع سطحية من الأدوات الحجرية التابعة للمجمع النوبي المتأخر، والتي كانت تُعرف سابقًا فقط من خلال الحفريات الأثرية في السودان.
وفقًا لكولويلم ومؤلفيه، فإنه قد حدث تهاجن بين البشر الحديثين والبشريين العتيقين من النيندرتاليين منذ حوالي 100.000 عام: البشر الذين انفصلوا بالفعل عن البشر المعاصرين الآخرين منذ حوالي 200.000 عام. ووجدوا أن أسلاف البشر البدائيون من جبال ألتاي التقوا بالبشر الحديثين الأوائل وتهجنوا -ربما في الشرق الأدنى- مبكرًا بآلاف السنين مما كان يعتقد سابقًا. وفقًا للمؤلف ايلان جروناو، فإن هذا في الواقع يكمل الأدلة الأثرية على وجود البشر المعاصرين في وقت مبكر من إفريقيا حول وقبل 100 ألف سنة مضت عن طريق تقديم أول دليل وراثي على مثل هذه المجموعات السكانية.
في الصين، يعد رجل ليوجيانغ من أوائل البشر الحديثين الموجودين في شرق آسيا؛ والتاريخ الأكثر نسبًا إلى الرفات هو 67000 سنة مضت.

## الطريق الجنوبي
قبل حوالي سبعين ألف عام، هاجر عدد من حاملي haplogroup L3 من الميتوكوندريا من شرق إفريقيا إلى الشرق الأدنى. تشير التقديرات إلى أنه من بين 2000 إلى 5000 شخص في إفريقيا، قد عبرت مجموعة صغيرة فقط تتراوح من 150 إلى 1000 شخص البحر الأحمر. سافرت المجموعة التي عبرت البحر الأحمر على طول الطريق الساحلي حول شبه الجزيرة العربية وبلاد فارس إلى الهند، والتي يبدو أنها أول نقطة استقرار رئيسية.
اليوم على مضيق باب المندب، يبلغ عرض البحر الأحمر حوالي 20 كم ولكن قبل 50000 عام كانت مستويات سطح البحر 70 مترًا -بسبب التجلد- وكانت المياه أضيق بكثير. على الرغم من أن المضيق لم يكن مغلقًا تمامًا أبدًا، إلا أنها كانت ضيقة بما فيه الكفاية وربما كانت هناك جزر بينهما مكنت من العبور باستخدام طوافات بسيطة. تم العثور على أجيال متوسطة الحجم في إريتريا مما يشير إلى أن النظام الغذائي للبشر الأوائل يشمل المأكولات البحرية التي يتم الحصول عليها عن طريق الشاطئ.
يرجع تاريخ الهجرة الجنوبي إلى النزاع. ربما حدث ذلك قبل أو بعد حداثة توبا وهو ثوران بركاني كارثي وقع ما بين 69000 و 77000 سنة مضت في موقع بحيرة توبا الحالية. نُشرت أحد البحوث الجديدة حيث ثُظهر طفرات جينية أبطأ من المتوقع في الحمض النووي البشري في عام 2012، مما يشير إلى تأريخ للهجرة إلى ما بين 90,000 و 130,000 سنة مضت.

### جنوب آسيا وأستراليا
من المعتقد أن أستراليا كانت مأهولة بالسكان منذ حوالي 65000 - 50000 عام. اعتبارًا من عام 2017، فإن أقدم دليل على وجود البشر في أستراليا يبلغ من العمر 65000 عام على الأقل. كما صرحت مكشني بأن الدلائل الوراثية تشير إلى أن مجموعة صغيرة تحمل العلامة M168 هاجرت من إفريقيا على طول سواحل شبه الجزيرة العربية والهند -عبر إندونيسيا- ووصلت إلى أستراليا في وقت مبكر جدًا ما بين 60,000 و 50000 عام.

### شرق آسيا
رجل من تيانيوان من الصين لديه تاريخ محتمل بين 38000 و 42000 عام، بينما لدى ليوجيانغ -رجل من نفس المنطقة- نطاق زمني محتمل بين 67000 و 159000 عام. وفقًا لاختبارات الحمض النووي لعام 2013، يرتبط رجل تيانيوان بالعديد من الآسيويين الحاليين والأمريكيين الأصليين.

## إعادة البناء الوراثي
أول سلالة تتفرع من عشية الميتوكوندريا هي هابلوغروب L0. تم العثور على مجموعات الهابلوغروب هذه بنسب عالية بين سان جنوب إفريقيا وسانداوي شرق إفريقيا، كما أنها وُجدت بين شعب مبوتي. هذه المجموعات تشعبت في وقت مبكر من تاريخ البشرية وظلت معزولة وراثيًا بشكل نسبي منذ ذلك الحين. يعتبر مجموعات هابلوغروب L1 وL2 وL3 سلالات لهابلوغروب L1–L6 ويقتصروا إلى حد كبير على إفريقيا. تنحدر مجموعات الهابلوغروب M وN –والتي هي سلالات العالم الخارجي- من هابلوغروب L3؛ ويبلغ عمر L3 حوالي 84000 عامًا، ويبلغ عمر هابلوغروب M وN حوالي 63000 عامًا. ولا تزال العلاقة بين أشجار الجينات هذه والتاريخ الديموغرافي موضع نقاش عند تطبيقها على هذا الانتشار.
من بين جميع الأنساب الموجودة في إفريقيا، توجد فقط النسيل من سلالة واحدة –هابلوغروب L3-خارج إفريقيا؛ فإذا كان هناك العديد من الهجرات، يتوقع المرء العثور على أحفاد أكثر من سلالة واحدة.

## تاريخ النظرية
اقترح تشارلز داروين العلاقة بين البشر والقردة الإفريقية بعد دراسة سلوك القردة الإفريقية التي عُرضت في حديقة حيوان لندن؛ وأيد عالم التشريح توماس هكسلي هذه الفرضية واقترح أن القردة الإفريقية لها علاقة تطورية وثيقة مع البشر. عارض هذه النظرية عالِم الأحياء الألماني إرنست هيجل الذي كان مؤيدًا لنظرية «خارج آسيا» وأوضح بأن البشر كانوا أكثر ارتباطًا بقرود جنوب شرق آسيا ورفض فرضية داروين الإفريقية.
أوضح داروين أنه في كل منطقة كبيرة من العالم ترتبط الثدييات الحية ارتباطًا وثيقًا بالأنواع المنقرضة في نفس المنطقة. لذلك، من المحتمل أن إفريقيا كانت مأهولة سابقًا بقرود منقرضة ذات صلة وثيقة بالغوريلا والشمبانزي؛ وبما أن هذين النوعين أصبحا الآن أقرب حلفاء للإنسان، فمن المحتمل إلى حد ما أن أسلافنا الأوائل عاشوا في القارة الإفريقية أكثر من أي مكان آخر.
في عام 1871 كان هناك بالكاد أحافير بشرية من البشر الأقدمين المتاحة. بعد ما يقرب من خمسين عامًا، تم دعم تكهنات داروين عندما بدأ علماء الأنثروبولوجيا في العثور على حفريات من البشر البشريين ذوي العقول الصغيرة في العديد من مناطق إفريقيا.

## اقرأ أيضًا
- إنسان جبل إيغود
- حداثة سلوكية
- هجرات بشرية أولى
- جمجمة هوفماير
- تطور الإنسان
- تسلسل زمني لتطور البشر